# Eevee
Eevee (イーブイ Ībui?, pronunciado /'i:vi'/) es un personaje de ficción de la franquicia de Nintendo y Game Freak Pokémon. Creado por Ken Sugimori, su primera aparición fue en los videojuegos Pokémon Rojo y Azul. Ha aparecido en diversos medios, títulos especiales, y adaptaciones animadas de la franquicia. Es la mascota principal y Pokémon inicial en el juego Pokémon: Let's Go, Eevee! para Nintendo Switch.
Conocido como el Pokémon Evolución en los juegos y en el anime, Eevee tiene un código genético inestable, que le permite evolucionar en una variedad de Pokémon diferentes, informalmente conocidos como "Eeveeluciones". Las primeras tres de estas evoluciones, Vaporeon, Jolteon y Flareon, se introdujeron junto con Eevee en Pokémon Red and Blue. Cinco evoluciones más Desde entonces se han introducido en juegos Pokémon: Espeon y Umbreon en la segunda generación de juegos, Leafeon y Glaceon en la cuarta generación, y Sylveon en la sexta generación.

## Concepción y características
El diseño y el arte de Eevee y sus evoluciones fueron proporcionados por el diseñador e ilustrador de videojuegos japonés Ken Sugimori, amigo del creador de las franquicias Pokémon, Satoshi Tajiri. 
Según los videojuegos de Pokémon, Eevee es una criatura mamífero que se asemeja en tamaño y forma a un pequeño zorro con pelaje marrón, posee largas orejas puntiagudas y una cola en forma de pincel que tiene una punta de color crema y un collar peludo que también es de color crema. Eevee tiene ojos marrones, orejas grandes y almohadillas rosadas en las patas. Se dice que Eevee tiene una estructura genética de forma irregular, lo que le permite evolucionar en múltiples Pokémon. Los Eevee son bastante raros en los juegos, se dice que sólo quedan algunas especies vivas, sin embargo son capaces de vivir en casi cualquier lugar, ya que pueden evolucionar para adaptarse a su entorno.

## Apariciones

### En los videojuegos
En las versiones Roja, Azul y Amarilla, el jugador recibe un Eevee en la Mansión Pokémon en Ciudad Celeste, y debe intercambiar para recibir la información de la Pokédex sobre las otras evoluciones (solo Roja, Azul y Amarilla). En Pokémon Amarillo, se muestra que el jugador iba a recibir un Eevee del Profesor Oak al comienzo del juego, sin embargo, el rival del jugador decide tomar el Eevee antes de que el jugador pueda obtenerlo y debido a esto, el jugador se ve obligado a elegir al Pikachu salvaje que el profesor Oak había atrapado antes. Mientras tanto, el rival del jugador evoluciona su Eevee a cualquiera de las tres evoluciones disponibles, dependiendo de los resultados de los encuentros del jugador con él en las primeras partes del juego. En Gold, Silver y Crystal, después de encontrar a Bill en Ecruteak City, el jugador puede regresar a su casa en Goldenrod City para recibir un Eevee de él. En Pokémon Diamante y Perla, así como en Platino, se puede obtener Eevee después de obtener la Pokédex Nacional (en Platino, Eevee puede obtenerse antes de la Pokédex Nacional). En Pokémon Rojo Fuego y Verde Hoja, así como Pokémon HeartGold y SoulSilver, Eevee se puede encontrar en las mismas áreas en las que se obtuvo de los juegos originales. Pokémon Let's Go Eevee, que se basa en gran medida en Yellow, se tiene a Eevee como pokémon inicial en una de sus dos versiones.
Eevee es un Pokémon fotografiable en Pokémon Snap. En Pokémon Stadium 2, Eevee protagoniza su propio minijuego llamado "Eager Eevee". Los jugadores tienen que correr en círculos mientras el pokémon Aipom sube y baja una cubierta de bayas. El objetivo es estar entre los primeros en agarrar algunas de las bayas. En Pokémon XD: Tempestad Oscura, Eevee aparece como el Pokémon inicial del personaje principal. El jugador también tiene la opción de convertir su Eevee en una de sus evoluciones que apareció antes de Pokémon Diamond y Pearl. En Pokémon Mystery Dungeon: Blue Rescue Team y Red Rescue Team Eevee está disponible como protagonista, en la naturaleza ingenua si el jugador elige el rol de mujer. Eevee reaparece como Pokémon inicial en Pokémon Mystery Dungeon Sky. Eevee aparece como un personaje no jugador en PokéPark Wii: Pikachu's Adventure y su secuela, PokéPark 2: Wonders Beyond, al igual que todas sus siete evoluciones. Eevee también aparece en Super Smash Bros. para Nintendo 3DS y Wii U y Super Smash Bros. Ultimate como una invocación de Poké Ball, usando Take Down si hay oponentes dentro del alcance. También aparece en el popular juego para móviles Pokémon GO.

### En el anime
En el anime, Eevee apareció por primera vez en The Battling Eevee Brothers. Un niño llamado Mikey estaba escondiendo su propio Eevee de sus tres hermanos mayores porque querían que lo evolucionara. Sin embargo, cuando el Eevee de Mikey derrotó al Team Rocket sin ayuda, pudieron aceptar el hecho de que Mikey quería mantener su Eevee tal como está. El rival de Ash desde hace mucho tiempo, Gary Oak, usa un Eevee de gran calidad que eventualmente se convierte en Umbreon. Las Kimono Girls que aparecieron por primera vez en los juegos Pokémon Gold y Silver, hacen una aparición con sus Pokémon (todos los cuales son evoluciones de Eevee) en Trouble's Brewing. La más joven de las chicas Kimono tenía un Eevee no evolucionado en este episodio, aunque más tarde se convirtió en un Espeon en el episodio "Espeon, no incluido". May tiene un Eevee que nació de un huevo, que usó en concursos Pokémon en toda la región de Kanto. Cuando May viajó a Sinnoh, lo llevó a la Ruta 217 para convertirse en un Glaceon.

### En otros medios
En Pokémon Adventures, Red está en posesión de un Eevee con el que había experimentado el Team Rocket. Como resultado, podría transformarse de las tres evoluciones Vaporeon, Jolteon y Flareon junto con su forma base, lo que le permite una mayor capacidad táctica para luchar contra otros Pokémon. Finalmente, se convirtió en un Espeon, perdiendo su habilidad especial para intercambiar habilidades. En el manga Electric Tale of Pikachu, el personaje Mikey (que apareció en el episodio de anime: "The Battling Eevee Brothers") hace una aparición con su propio Eevee y dentro del capítulo en el que aparece, Mikey intenta demostrarle a sus hermanos que no necesita evolucionar su Eevee para ganar batallas.
En el experimento social de crowdsourcing, Twitch Plays Pokémon, un Eevee fue la fuente de mucha frustración cuando, mientras trataban de convertirlo en un Vaporeon para aprender el movimiento Surf, los jugadores accidentalmente usaron una Fire Stone en él, convirtiéndolo en un Flareon. Este revés llevó a Flareon a ser llamado el "falso profeta" y se convirtió en uno de los momentos más famosos del evento.

## Promoción y acogida
Desde su aparición, Eevee y sus evoluciones han recibido una recepción generalmente positiva. GamesRadar describió a Eevee como «uno de los Pokémon más lindos y variados», y en un artículo posterior lo describió como uno de los más «perdurablemente populares». IGN lo llamó «la criatura más desconcertante, peculiar, excéntrica y adaptable del juego». La editora de IGN "Pokémon of the Day Chick" también declaró que Eevee era una criatura «mil veces más linda que un cachorro» y también afirmó que sus evoluciones también eran «poderosas para un lindo Pokémon». Jack DeVries de IGN citó a Eevee como «uno de los Pokémon más lindos». Eevee fue reconocido como uno de los Pokémon más populares en las oficinas de The Pokémon Company. La autora Loredana Lipperini señaló a Eevee como uno de los "Pokémon más misteriosos de la serie". La escritora de Technology Tell, Jenni Lada, señaló que Eevee es un personaje «que debería aparecer» en Super Smash Bros., citando su «potencial» de personalización.
En 2015, Eevee fue el Pokémon más intercambiado en la función «Wonder Trade» de los juegos. Una competencia en línea especial de Pokémon Omega Ruby y Alpha Sapphire conocida como «Eevee Friendly Match» limita los Pokémon de los participantes a Eevee y sus evoluciones únicamente. En una lista de los 10 personajes de videojuegos más lindos, Eevee ocupó el cuarto lugar, con Prowler64 de Screw Attack escribiendo: «Hay muchos Pokémon lindos, pero en mi opinión, Eevee es el más lindo y está en esta lista».
Debido a su popularidad, Eevee (y sus evoluciones) se han utilizado con frecuencia en gran parte del merchandising de Pokémon, como los juguetes. Eevee es parte de un conjunto de figuras de Pokémon lanzadas para Pokémon Rumble U, con IGN etiquetándolo como un «favorito de los fanáticos». Si bien Eevee y sus evoluciones han aparecido en el juego de cartas Pokémon como cartas comunes, aparecieron en el reciente lanzamiento del set Majestic Dawn donde Eevee y sus evoluciones fueron el foco principal. Eevee, así como sus evoluciones, también aparecieron en la promoción de comidas para niños de Burger King de tarjetas Pokémon. En Japón se lanzó una Nintendo 3DS XL especial con el tema de Eevee en celebración del 15 aniversario de los establecimientos minoristas del Pokémon Center. Eevee también ha sido parte de varios eventos de Nintendo, que permiten a los jugadores obtener Pokémon especiales que se están distribuyendo (un ejemplo en el caso de Eevee fue una distribución shiny de Eevee). Eevee también fue uno de los varios Pokémon de primera generación en obtener un DVD especial (Volumen 6) con episodios protagonizados por él mismo durante el décimo aniversario de la franquicia Pokémon. En un artículo de Polygon se presentó una serie de cócteles del usuario de Tumblr @meowpurrnom basados en las evoluciones de Eevee.